# Sainte-Croix-sur-Buchy
Sainte-Croix-sur-Buchy – miejscowość i gmina we Francji, w regionie Normandia, w departamencie Sekwana Nadmorska.
Według danych na rok 1990 gminę zamieszkiwały 512 osoby, a gęstość zaludnienia wynosiła 37 osób/km² (wśród 1421 gmin Górnej Normandii Sainte-Croix-sur-Buchy plasuje się na 446. miejscu pod względem liczby ludności, natomiast pod względem powierzchni na miejscu 177.).